# Llista de topònims de les Piles
Llista de topònims (noms propis de lloc) del municipi de les Piles, a la Conca de Barberà
Informació actualitzada per un bot. Els canvis manuals es perdran quan s'actualitzi!

## cabana
| imatge | Nom                         | Ubicat a  | instància de | Detalls | coordenades                                                         | Protecció | Commons (més fotos) | Dades a WD                    |
| ------ | --------------------------- | --------- | ------------ | ------- | ------------------------------------------------------------------- | --------- | ------------------- | ----------------------------- |
|        | Era i Cobert del Cua        | les Piles | cabana       |         | 41° 31′ 09″ N, 1° 22′ 03″ E / 41.5192615421127°N,1.36759423315771°E |           |                     | Modifica les dades a Wikidata |
|        | Hort del Mestres            | les Piles | cabana       |         | 41° 30′ 40″ N, 1° 23′ 27″ E / 41.5111687050867°N,1.39091254152388°E |           |                     | Modifica les dades a Wikidata |
|        | barraca de la Consuelo      | les Piles | cabana       |         | 41° 30′ 44″ N, 1° 20′ 38″ E / 41.5121030989914°N,1.34380810674237°E |           |                     | Modifica les dades a Wikidata |
|        | barraca del Carraca         | les Piles | cabana       |         | 41° 30′ 50″ N, 1° 23′ 40″ E / 41.5137593745455°N,1.39453923875042°E |           |                     | Modifica les dades a Wikidata |
|        | barraca del Carraqueta      | les Piles | cabana       |         | 41° 30′ 42″ N, 1° 23′ 18″ E / 41.5116536838192°N,1.38824031293747°E |           |                     | Modifica les dades a Wikidata |
|        | barraca del Piquer          | les Piles | cabana       |         | 41° 30′ 32″ N, 1° 20′ 11″ E / 41.5089417446314°N,1.33632779542241°E |           |                     | Modifica les dades a Wikidata |
|        | barraca del Vicentó         | les Piles | cabana       |         | 41° 30′ 45″ N, 1° 23′ 38″ E / 41.5123987533351°N,1.39385388050953°E |           |                     | Modifica les dades a Wikidata |
|        | cobert del Briançó          | les Piles | cabana       |         | 41° 30′ 58″ N, 1° 23′ 19″ E / 41.5160719565293°N,1.38858606288673°E |           |                     | Modifica les dades a Wikidata |
|        | cobert del Fuster           | les Piles | cabana       |         | 41° 30′ 08″ N, 1° 20′ 20″ E / 41.5021239107548°N,1.33885066285652°E |           |                     | Modifica les dades a Wikidata |
|        | corral del Foraster         | les Piles | cabana       |         | 41° 28′ 59″ N, 1° 20′ 50″ E / 41.4830246083311°N,1.34729181373519°E |           |                     | Modifica les dades a Wikidata |
|        | corral del Gassol           | les Piles | cabana       |         | 41° 30′ 18″ N, 1° 22′ 36″ E / 41.5050781491308°N,1.37668529258309°E |           |                     | Modifica les dades a Wikidata |
|        | era del Bartomeu            | les Piles | cabana       |         | 41° 30′ 24″ N, 1° 20′ 13″ E / 41.5067616579683°N,1.33692281044163°E |           |                     | Modifica les dades a Wikidata |
|        | era del Carles Roca         | les Piles | cabana       |         | 41° 31′ 12″ N, 1° 22′ 12″ E / 41.5199611347027°N,1.36992560489187°E |           |                     | Modifica les dades a Wikidata |
|        | era del Casagran            | les Piles | cabana       |         | 41° 30′ 57″ N, 1° 22′ 36″ E / 41.515911767879°N,1.37655836673729°E  |           |                     | Modifica les dades a Wikidata |
|        | era del Guardià             | les Piles | cabana       |         | 41° 29′ 33″ N, 1° 19′ 25″ E / 41.4924554232222°N,1.32368030877301°E |           |                     | Modifica les dades a Wikidata |
|        | era del Malet               | les Piles | cabana       |         | 41° 29′ 35″ N, 1° 20′ 47″ E / 41.4930625984378°N,1.3463298348677°E  |           |                     | Modifica les dades a Wikidata |
|        | era del Molí                | les Piles | cabana       |         | 41° 30′ 42″ N, 1° 23′ 36″ E / 41.5117702887468°N,1.39335415096965°E |           |                     | Modifica les dades a Wikidata |
|        | pallissa de Ca la Cresència | les Piles | cabana       |         | 41° 30′ 30″ N, 1° 21′ 06″ E / 41.5083891016199°N,1.35173922645263°E |           |                     | Modifica les dades a Wikidata |
|        | pallissa del Borrell        | les Piles | cabana       |         | 41° 30′ 30″ N, 1° 21′ 15″ E / 41.5083068836135°N,1.35417372123379°E |           |                     | Modifica les dades a Wikidata |
|        | pallissa del Gassol         | les Piles | cabana       |         | 41° 30′ 53″ N, 1° 21′ 52″ E / 41.5148577575442°N,1.36446935965168°E |           |                     | Modifica les dades a Wikidata |
|        | pallissa del Martí          | les Piles | cabana       |         | 41° 30′ 13″ N, 1° 20′ 06″ E / 41.5034749541031°N,1.3351138704825°E  |           |                     | Modifica les dades a Wikidata |
|        | pallissa del Serrador       | les Piles | cabana       |         | 41° 30′ 57″ N, 1° 23′ 25″ E / 41.5157184607842°N,1.39035643740432°E |           |                     | Modifica les dades a Wikidata |

## castell
| imatge | Nom                     | Ubicat a  | instància de | Detalls                                                 | coordenades                                                                        | Protecció                                            | Commons (més fotos)     | Dades a WD                    |
| ------ | ----------------------- | --------- | ------------ | ------------------------------------------------------- | ---------------------------------------------------------------------------------- | ---------------------------------------------------- | ----------------------- | ----------------------------- |
|        | Castell de Biure        | les Piles | castell      | Estil: arquitectura romànica historicisme arquitectònic | 41° 29′ 25″ N, 1° 21′ 06″ E / 41.4903°N,1.35153°E ca:Biure de Gaià 658 msnm        | bé d'interès cultural bé cultural d'interès nacional | Castell de Biure        | Modifica les dades a Wikidata |
|        | Castell de Guialmons    | les Piles | castell      | Estil: arquitectura popular                             | 41° 30′ 44″ N, 1° 21′ 56″ E / 41.512262°N,1.365651°E ca:Guialmons 693 msnm         | bé d'interès cultural bé cultural d'interès nacional | Castell de Guialmons    | Modifica les dades a Wikidata |
|        | Castell de les Piles    | les Piles | castell      | Estil: arquitectura popular                             | 41° 30′ 15″ N, 1° 20′ 31″ E / 41.504028°N,1.341811°E ca:Carrer de Dalt, 8 684 msnm | bé d'interès cultural bé cultural d'interès nacional | Castell de les Piles    | Modifica les dades a Wikidata |
|        | castell de Sant Gallard | les Piles | castell      | Estil: arquitectura popular                             | 41° 30′ 47″ N, 1° 23′ 27″ E / 41.513136°N,1.390953°E ca:Sant Gallard 629 msnm      | bé d'interès cultural bé cultural d'interès nacional | Castell de Sant Gallard | Modifica les dades a Wikidata |

## creu de terme
| imatge | Nom                        | Ubicat a  | instància de  | Detalls                      | coordenades                                                                               | Protecció                                  | Commons (més fotos)        | Dades a WD                    |
| ------ | -------------------------- | --------- | ------------- | ---------------------------- | ----------------------------------------------------------------------------------------- | ------------------------------------------ | -------------------------- | ----------------------------- |
|        | creu de terme de Biure     | les Piles | creu de terme | Estil: arquitectura gòtica   | 41° 29′ 24″ N, 1° 21′ 01″ E / 41.490031°N,1.350367°E ca:Biure de Gaià, carrer del Castell | bé integrant del patrimoni cultural català | Creu de terme de Biure     | Modifica les dades a Wikidata |
|        | creu de terme de Figuerola | les Piles | creu de terme | Estil: arquitectura romànica | 41° 31′ 03″ N, 1° 22′ 41″ E / 41.5174°N,1.37793°E                                         | bé integrant del patrimoni cultural català | Creu de terme de Figuerola | Modifica les dades a Wikidata |

## entitat singular de població
| imatge | Nom           | Ubicat a  | instància de                                   | Detalls | coordenades | Protecció | Commons (més fotos)       | Dades a WD                    |
| ------ | ------------- | --------- | ---------------------------------------------- | ------- | --- | --------- | ------------------------- | ----------------------------- |
|        | Biure de Gaià | les Piles | entitat singular de població                   | 41 hab  | 41° 29′ 26″ N, 1° 21′ 04″ E / 41.49057778°N,1.350975°E ca:Carretera de Biure, que surt de la carretera de Montblanc a Manresa 639 msnm |           | Biure de Gaià (Les Piles) | Modifica les dades a Wikidata |
|        | Guialmons     | les Piles | entitat singular de població                   | 32 hab  | 41° 30′ 43″ N, 1° 21′ 55″ E / 41.51204722°N,1.36522222°E ca:Carretera de Montblanc 680 msnm                                            |           | Guialmons (Les Piles)     | Modifica les dades a Wikidata |
|        | Sant Gallard  | les Piles | entitat singular de població                   | 14 hab  | 41° 30′ 45″ N, 1° 23′ 26″ E / 41.51256111°N,1.39062778°E ca:Carretera de Montblanc a Pontils 627 msnm                                  |           | Sant Gallard (Les Piles)  | Modifica les dades a Wikidata |
|        | les Piles     | les Piles | entitat singular de població capital municipal | 143 hab | 41° 30′ 16″ N, 1° 20′ 37″ E / 41.50452738°N,1.34356862°E 673 msnm                                                                      |           |                           | Modifica les dades a Wikidata |

## església
| imatge | Nom                                  | Ubicat a  | instància de              | Detalls                         | coordenades                                                                                  | Protecció                                  | Commons (més fotos)        | Dades a WD                    |
| ------ | ------------------------------------ | --------- | ------------------------- | ------------------------------- | -------------------------------------------------------------------------------------------- | ------------------------------------------ | -------------------------- | ----------------------------- |
|        | Ermita de Santa Eugènia de les Piles | les Piles | església                  | Estil: arquitectura popular     | 41° 30′ 07″ N, 1° 20′ 35″ E / 41.501928°N,1.343008°E                                         | bé integrant del patrimoni cultural català | Santa Eugènia de les Piles | Modifica les dades a Wikidata |
|        | Sant Joan de Biure                   | les Piles | església                  | Estil: barroc                   | 41° 29′ 24″ N, 1° 21′ 02″ E / 41.4901°N,1.3505°E                                             | bé cultural d'interès local                | Sant Joan de Biure         | Modifica les dades a Wikidata |
|        | Sant Josep                           | les Piles | església                  |                                 | 41° 30′ 49″ N, 1° 23′ 43″ E / 41.5135803264321°N,1.39526266285496°E                          |                                            |                            | Modifica les dades a Wikidata |
|        | Sant Martí de les Piles              | les Piles | església                  | Estil: arquitectura neoclàssica | 41° 30′ 13″ N, 1° 20′ 32″ E / 41.5035°N,1.34211°E                                            | bé cultural d'interès local                | Sant Martí de les Piles    | Modifica les dades a Wikidata |
|        | Sant Salvador de Figuerola           | les Piles | església edifici històric | Estil: arquitectura romànica    | 41° 31′ 01″ N, 1° 22′ 35″ E / 41.517°N,1.37634°E ca:Desviació que surt de la carretera T-201 | bé cultural d'interès local                | Sant Salvador de Figuerola | Modifica les dades a Wikidata |
|        | Santa Maria de Guialmons             | les Piles | església                  | Estil: arquitectura romànica    | 41° 30′ 45″ N, 1° 21′ 58″ E / 41.5125°N,1.36598°E ca:Guialmons, carrer de l'Església         | bé cultural d'interès local                | Santa Maria de Guialmons   | Modifica les dades a Wikidata |
|        | església de Sant Gallard             | les Piles | església                  | Estil: arquitectura popular     | 41° 30′ 46″ N, 1° 23′ 30″ E / 41.512769°N,1.391597°E ca:Sant Gallard                         | bé cultural d'interès local                | Església de Sant Gallard   | Modifica les dades a Wikidata |

## font
| imatge | Nom               | Ubicat a  | instància de | Detalls                     | coordenades                                                         | Protecció                                  | Commons (més fotos) | Dades a WD                    |
| ------ | ----------------- | --------- | ------------ | --------------------------- | ------------------------------------------------------------------- | ------------------------------------------ | ------------------- | ----------------------------- |
|        | font de Falbs     | les Piles | font         |                             | 41° 29′ 35″ N, 1° 20′ 53″ E / 41.4931069403625°N,1.34816157055537°E |                                            |                     | Modifica les dades a Wikidata |
|        | font de les Piles | les Piles | font         | Estil: arquitectura popular | 41° 30′ 10″ N, 1° 20′ 32″ E / 41.502752°N,1.342286°E                | bé integrant del patrimoni cultural català |                     | Modifica les dades a Wikidata |
|        | font del Carlà    | les Piles | font         |                             | 41° 28′ 39″ N, 1° 20′ 07″ E / 41.477456261894°N,1.3352898875147°E   |                                            |                     | Modifica les dades a Wikidata |
|        | font del Maginet  | les Piles | font         |                             | 41° 30′ 16″ N, 1° 19′ 54″ E / 41.5045412329528°N,1.33162386736705°E |                                            |                     | Modifica les dades a Wikidata |
|        | font del Malet    | les Piles | font         |                             | 41° 30′ 04″ N, 1° 21′ 14″ E / 41.501141485639°N,1.3538526606288°E   |                                            |                     | Modifica les dades a Wikidata |

## granja
| imatge | Nom                     | Ubicat a  | instància de | Detalls | coordenades                                                         | Protecció | Commons (més fotos) | Dades a WD                    |
| ------ | ----------------------- | --------- | ------------ | ------- | ------------------------------------------------------------------- | --------- | ------------------- | ----------------------------- |
|        | Granges del Mestres     | les Piles | granja       |         | 41° 30′ 37″ N, 1° 23′ 25″ E / 41.5104050024355°N,1.3904042176085°E  |           |                     | Modifica les dades a Wikidata |
|        | Granges del Vador       | les Piles | granja       |         | 41° 30′ 05″ N, 1° 20′ 32″ E / 41.5012722870379°N,1.34225107513102°E |           |                     | Modifica les dades a Wikidata |
|        | Granja de Ca la Rosalia | les Piles | granja       |         | 41° 30′ 21″ N, 1° 20′ 41″ E / 41.5059637683238°N,1.34467153859984°E |           |                     | Modifica les dades a Wikidata |
|        | Granja de l'Abelló      | les Piles | granja       |         | 41° 30′ 37″ N, 1° 21′ 57″ E / 41.5101486670161°N,1.36584609861107°E |           |                     | Modifica les dades a Wikidata |
|        | Granja de l'Amadeu      | les Piles | granja       |         | 41° 30′ 15″ N, 1° 20′ 52″ E / 41.5041536256092°N,1.34782087153501°E |           |                     | Modifica les dades a Wikidata |
|        | Granja la Segarra       | les Piles | granja       |         | 41° 30′ 53″ N, 1° 23′ 08″ E / 41.5147882545481°N,1.38568194452405°E |           |                     | Modifica les dades a Wikidata |

## masia
| imatge | Nom               | Ubicat a  | instància de | Detalls | coordenades                                                         | Protecció | Commons (més fotos) | Dades a WD                    |
| ------ | ----------------- | --------- | ------------ | ------- | ------------------------------------------------------------------- | --------- | ------------------- | ----------------------------- |
|        | Cal Bessons       | les Piles | masia        |         | 41° 31′ 38″ N, 1° 20′ 59″ E / 41.527200435406°N,1.3495964048197°E   |           |                     | Modifica les dades a Wikidata |
|        | Cal Biel          | les Piles | masia        |         | 41° 31′ 26″ N, 1° 20′ 09″ E / 41.523948702577°N,1.33579952966222°E  |           |                     | Modifica les dades a Wikidata |
|        | Cal Blanc         | les Piles | masia        |         | 41° 30′ 46″ N, 1° 23′ 31″ E / 41.5126684222153°N,1.39188197726286°E |           |                     | Modifica les dades a Wikidata |
|        | Cal Casagran      | les Piles | masia        |         | 41° 31′ 00″ N, 1° 22′ 48″ E / 41.5165747149833°N,1.38013695282923°E |           |                     | Modifica les dades a Wikidata |
|        | Cal Corbella      | les Piles | masia        |         | 41° 31′ 02″ N, 1° 22′ 49″ E / 41.5171638448682°N,1.38039789092315°E |           |                     | Modifica les dades a Wikidata |
|        | Cal Marimon       | les Piles | masia        |         | 41° 29′ 31″ N, 1° 20′ 55″ E / 41.4920070510489°N,1.34871660878448°E |           |                     | Modifica les dades a Wikidata |
|        | Cal Masoveret     | les Piles | masia        |         | 41° 30′ 32″ N, 1° 21′ 51″ E / 41.5089910288172°N,1.36424560492747°E |           |                     | Modifica les dades a Wikidata |
|        | Mas Campana       | les Piles | masia        |         | 41° 28′ 42″ N, 1° 20′ 37″ E / 41.4782068591504°N,1.34360563828845°E |           |                     | Modifica les dades a Wikidata |
|        | Mas d'en Bou      | les Piles | masia        |         | 41° 31′ 05″ N, 1° 20′ 16″ E / 41.518024285845°N,1.337845631822°E    |           |                     | Modifica les dades a Wikidata |
|        | Mas de Briançó    | les Piles | masia        |         | 41° 30′ 51″ N, 1° 23′ 28″ E / 41.514201°N,1.391147°E 633 msnm       |           | Mas de Briançó      | Modifica les dades a Wikidata |
|        | Mas del Jepet     | les Piles | masia        |         | 41° 29′ 14″ N, 1° 20′ 05″ E / 41.4871935662216°N,1.33471632387556°E |           |                     | Modifica les dades a Wikidata |
|        | Masia de Vallbona | les Piles | masia        |         | 41° 30′ 26″ N, 1° 22′ 27″ E / 41.5072930561127°N,1.37407775878923°E |           |                     | Modifica les dades a Wikidata |
|        | Masia del Custodi | les Piles | masia        |         | 41° 31′ 22″ N, 1° 21′ 54″ E / 41.522881657614°N,1.36501034898551°E  |           |                     | Modifica les dades a Wikidata |
|        | Mina del Custodi  | les Piles | masia        |         | 41° 31′ 20″ N, 1° 21′ 53″ E / 41.5223471995189°N,1.36479609239837°E |           |                     | Modifica les dades a Wikidata |
|        | la Torre          | les Piles | masia        |         | 41° 30′ 48″ N, 1° 21′ 45″ E / 41.5132436004038°N,1.36243690354314°E |           |                     | Modifica les dades a Wikidata |
|        | la Victòria       | les Piles | masia        |         | 41° 30′ 06″ N, 1° 20′ 18″ E / 41.5015475083788°N,1.33823040143007°E |           |                     | Modifica les dades a Wikidata |

## molí d'aigua
| imatge | Nom                       | Ubicat a  | instància de | Detalls                     | coordenades                                                                                         | Protecció                                  | Commons (més fotos)       | Dades a WD                    |
| ------ | ------------------------- | --------- | ------------ | --------------------------- | --------------------------------------------------------------------------------------------------- | ------------------------------------------ | ------------------------- | ----------------------------- |
|        | Molí Nou de Biure         | les Piles | molí d'aigua | Estil: arquitectura popular | 41° 29′ 36″ N, 1° 21′ 17″ E / 41.493197°N,1.354618°E                                                | bé integrant del patrimoni cultural català |                           | Modifica les dades a Wikidata |
|        | Molí Nou de Sant Gallard  | les Piles | molí d'aigua | Estil: arquitectura popular | 41° 30′ 39″ N, 1° 23′ 37″ E / 41.5109°N,1.39361°E ca:Al final del camí del Molí, les Piles 598 msnm | bé integrant del patrimoni cultural català | Molí Nou de Sant Gallard  | Modifica les dades a Wikidata |
|        | Molí Vell de Biure        | les Piles | molí d'aigua | Estil: arquitectura popular | 41° 29′ 32″ N, 1° 21′ 07″ E / 41.492296°N,1.351972°E                                                | bé integrant del patrimoni cultural català |                           | Modifica les dades a Wikidata |
|        | Molí Vell de Sant Gallard | les Piles | molí d'aigua | Estil: arquitectura gòtica  | 41° 30′ 47″ N, 1° 23′ 41″ E / 41.512922°N,1.394678°E                                                | bé integrant del patrimoni cultural català | Molí Vell de Sant Gallard | Modifica les dades a Wikidata |
|        | Molí de Baix              | les Piles | molí d'aigua |                             | 41° 30′ 40″ N, 1° 23′ 37″ E / 41.510997962828°N,1.39351704592395°E                                  |                                            |                           | Modifica les dades a Wikidata |
|        | Molí del Torrent de Biure | les Piles | molí d'aigua | Estil: arquitectura popular | | bé integrant del patrimoni cultural català |                           | Modifica les dades a Wikidata |

## pont
| imatge | Nom                              | Ubicat a  | instància de | Detalls                     | coordenades                                                         | Protecció                   | Commons (més fotos) | Dades a WD                    |
| ------ | -------------------------------- | --------- | ------------ | --------------------------- | ------------------------------------------------------------------- | --------------------------- | ------------------- | ----------------------------- |
|        | El Pont de la partida Prunatells | les Piles | pont         | Estil: arquitectura popular | 41° 29′ 52″ N, 1° 19′ 43″ E / 41.497717°N,1.328714°E                | bé cultural d'interès local |                     | Modifica les dades a Wikidata |
|        | Pont Gros                        | les Piles | pont         |                             | 41° 31′ 07″ N, 1° 21′ 59″ E / 41.5186399135681°N,1.36631556130576°E |                             |                     | Modifica les dades a Wikidata |

## Misc
| imatge | Nom                            | Ubicat a                             | instància de      | Detalls                                                 | coordenades                                                                                              | Protecció                                  | Commons (més fotos) | Dades a WD                    |
| ------ | ------------------------------ | ------------------------------------ | ----------------- | ------------------------------------------------------- | --- | ------------------------------------------ | ------------------- | ----------------------------- |
|        | Can Prous                      | les Piles                            | casa              | Estil: arquitectura popular                             | 41° 30′ 12″ N, 1° 20′ 29″ E / 41.503324°N,1.341481°E ca:Carrer Major, 1                                  | bé integrant del patrimoni cultural català |                     | Modifica les dades a Wikidata |
|        | Codón                          | les Piles                            | vèrtex geodèsic   | Alt: 1.2m                                               | 41° 31′ 22″ N, 1° 20′ 56″ E / 41.522667°N,1.34896°E 791.821 msnm                                         |                                            |                     | Modifica les dades a Wikidata |
|        | Figuerola                      | les Piles                            | nucli de població |                                                         | 41° 31′ 01″ N, 1° 22′ 48″ E / 41.51697222°N,1.37995556°E ca:Camí que surt de la carretera de Pontils     |                                            |                     | Modifica les dades a Wikidata |
|        | Lo Codony                      | les Piles                            | muntanya          |                                                         | 41° 31′ 22″ N, 1° 20′ 56″ E / 41.5227°N,1.34892°E 690.1 msnm                                             |                                            |                     | Modifica les dades a Wikidata |
|        | Serra dels Clots               | les Piles Pontils                    | serra             |                                                         | 41° 28′ 12″ N, 1° 20′ 16″ E / 41.4699°N,1.33766°E 860.2 msnm                                             |                                            |                     | Modifica les dades a Wikidata |
|        | casa consistorial de les Piles | les Piles                            | casa consistorial |                                                         | 41° 30′ 14″ N, 1° 20′ 33″ E / 41.5038045°N,1.3424398°E                                                   |                                            |                     | Modifica les dades a Wikidata |
|        | riu Gaià                       | Conca de Barberà Alt Camp Tarragonès | curs d'aigua      | Desemboca: mar Mediterrània Llarg: 59km Conca: 423.8km² | 41° 31′ 55″ N, 1° 23′ 15″ E / 41.531903°N,1.38742°E 41° 07′ 53″ N, 1° 22′ 03″ E / 41.131362°N,1.367462°E |                                            | Gaià River          | Modifica les dades a Wikidata |